# Vannecrocq
Vannecrocq is een gemeente in het Franse departement Eure (regio Normandië) en telt 110 inwoners (1999). De plaats maakt deel uit van het arrondissement Bernay.

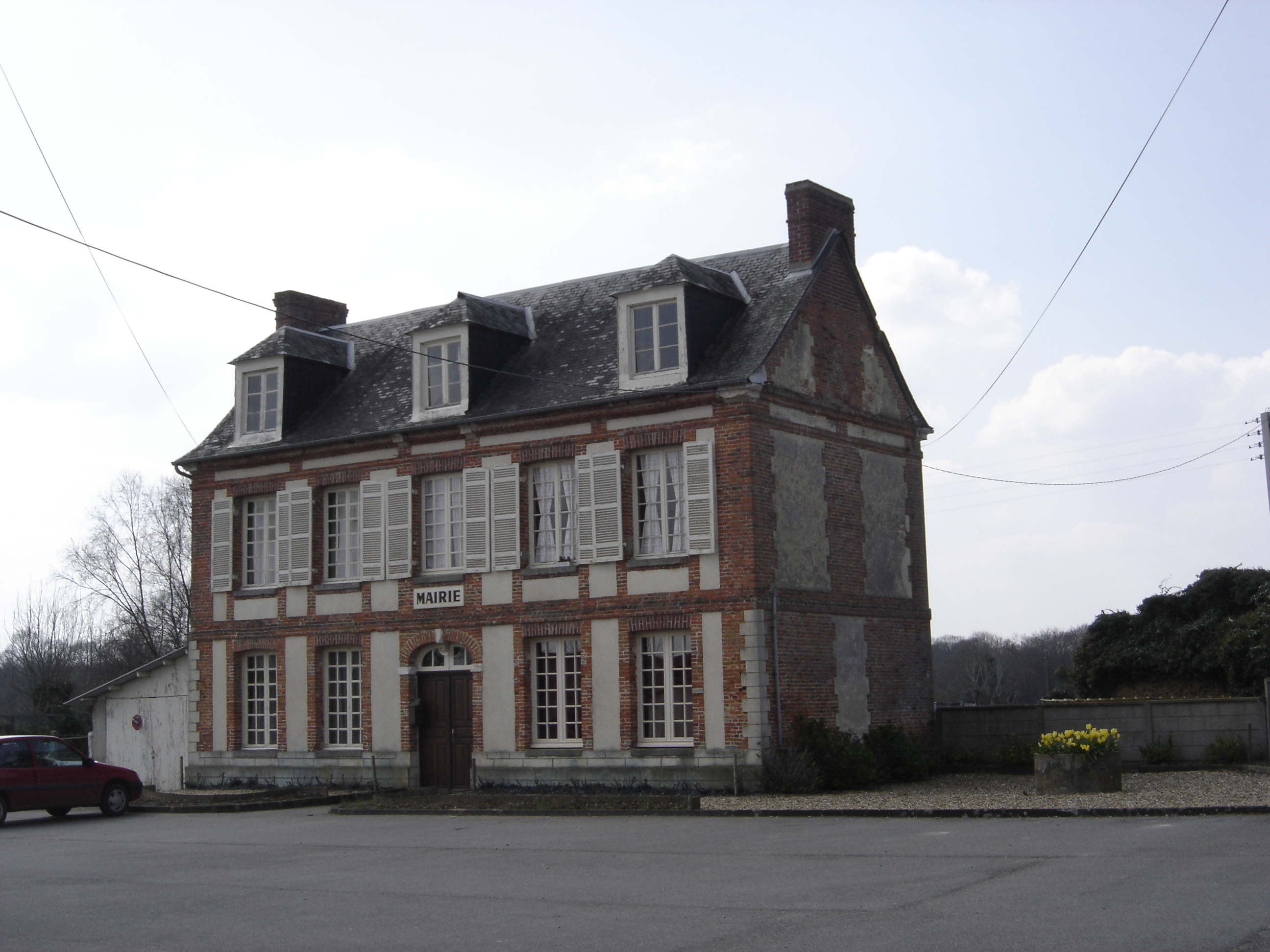
Gemeentehuis
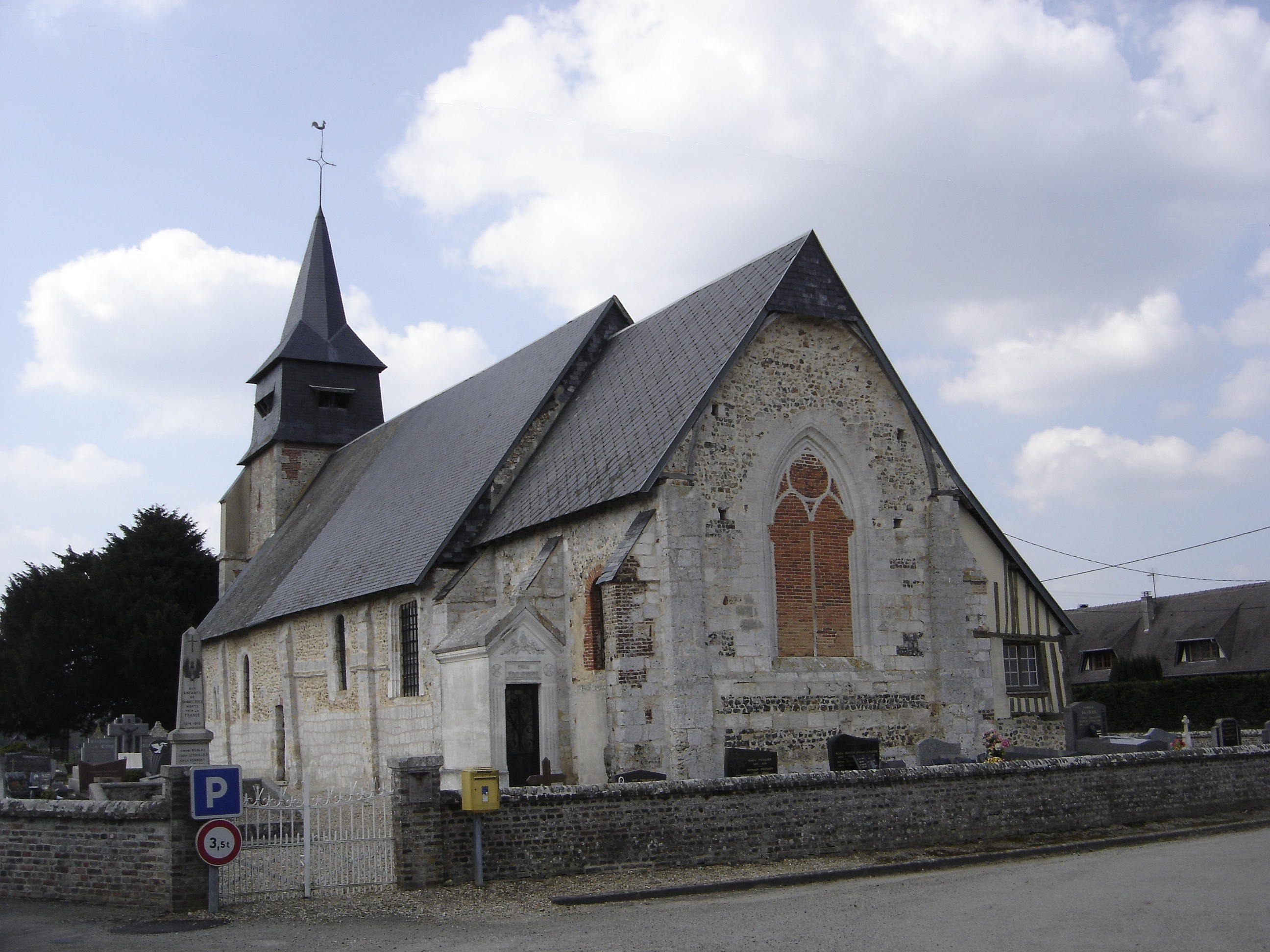
Kerk van Vannecrocq

## Geografie
De oppervlakte van Vannecrocq bedraagt 5,0 km², de bevolkingsdichtheid is 22,0 inwoners per km².
De onderstaande kaart toont de ligging van Vannecrocq met de belangrijkste infrastructuur en aangrenzende gemeenten.

## Demografie
Onderstaande figuur toont het verloop van het inwonertal (bron: INSEE-tellingen).